# Schau hin!
Schau hin! (Eigenschreibweise: SCHAU HIN!) ist eine gemeinsame Initiative des Bundesministeriums für Familie, Senioren, Frauen und Jugend, der öffentlich-rechtlichen Sender Das Erste und ZDF sowie des AOK-Bundesverbands zur Sensibilisierung über die Mediennutzung von Kindern.

## Hintergrund
Die Initiative wurde im Jahr 2003 zunächst unter dem Motto SCHAU HIN! Was Deine Kinder machen ins Leben gerufen. Seit 2013 lautet das Motto SCHAU HIN! Was Dein Kind mit Medien macht. Federführend für die Entwicklung der Kampagne war die Berliner Kommunikationsagentur WE DO communication. Das Bundesministerium für Familie, Senioren, Frauen und Jugend setzt sich gemeinsam mit den Partnern der Initiative dafür ein, Eltern und Erziehende in Fragen zur Medienerziehung mit Information und Beratung zu unterstützen, damit Kinder ihre Medienkompetenz im altersgerechten Umgang mit Medien entwickeln können.
Den fachlichen Hintergrund des Medienratgebers bilden die beiden Fachberatungsstellen JFF und jugendschutz.net und der SCHAU-HIN!-Beirat. Die Fachberatungsstellen und die Mitglieder des Beirats überprüfen Empfehlungen und Tipps und helfen, neue Themen fachgerecht aufzuarbeiten. Zudem arbeitet SCHAU HIN! mit den Medienpädagoginnen Kristin Langer und Iren Schulz zusammen.

## Zielsetzung
Die Initiative beabsichtigt, Eltern, Erziehende und die Öffentlichkeit für die Mediennutzung von Kindern und Jugendlichen zwischen drei und dreizehn Jahren zu sensibilisieren. Eltern sollen dabei unterstützt werden, ihre Kinder bei der Mediennutzung zu begleiten – nach dem Motto Verstehen ist besser als Verbieten. SCHAU HIN!
Es werden deutschlandweit Online-, Print- und TV-Kampagnen durchgeführt. Seit 2013 veröffentlicht die Initiative ihre Spots mit der Aufforderung SCHAU HIN! – Was Dein Kind mit Medien macht; zudem wurde das Logo geändert.

Bisherige Logos
Erstes Logo
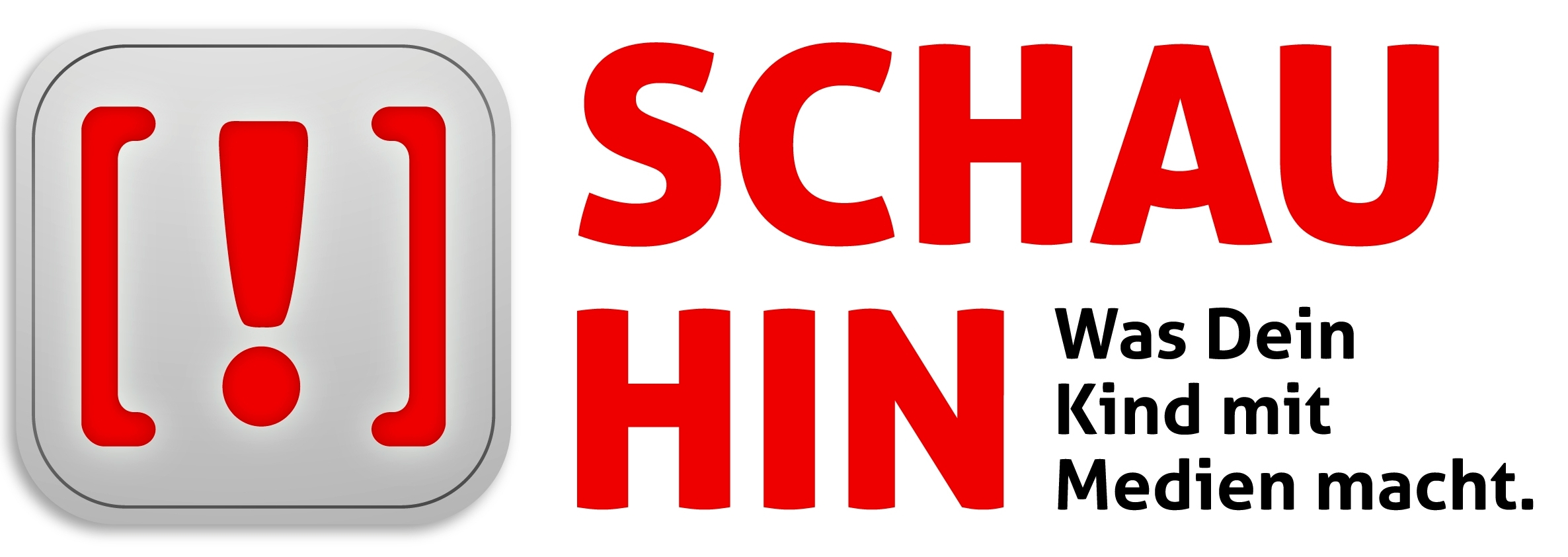
Logo mit neuem Motto 2013
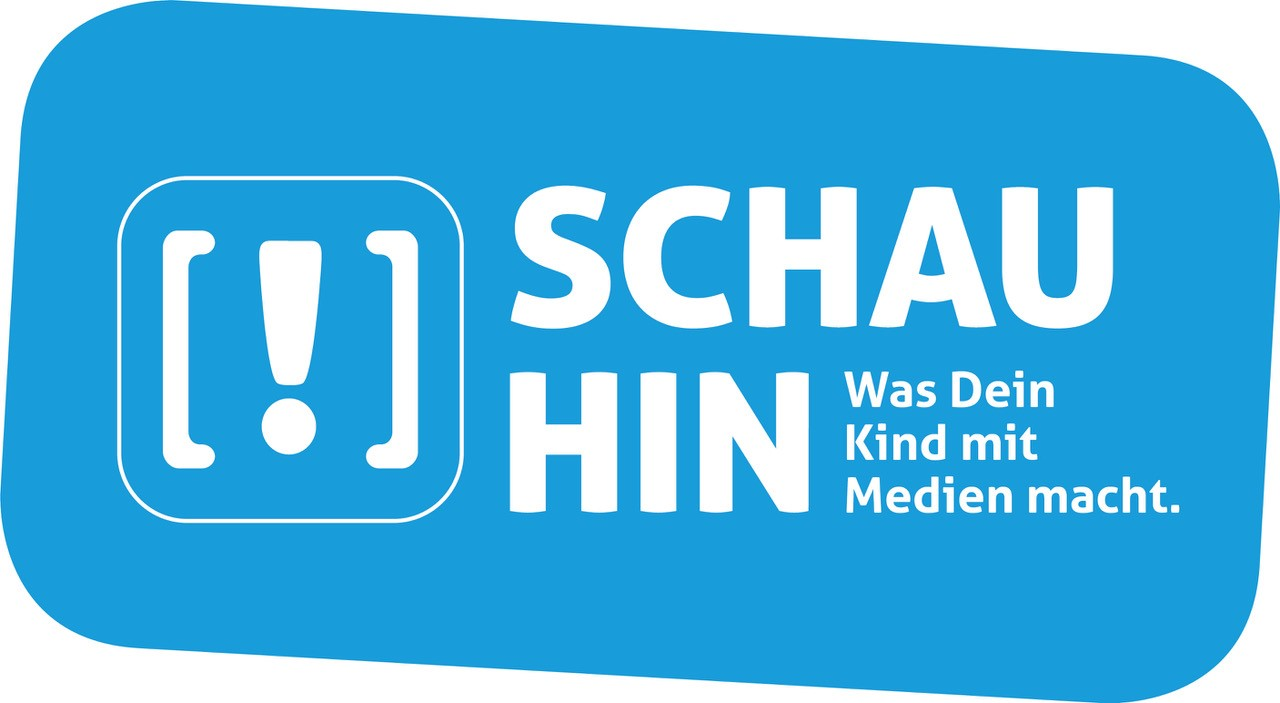
Logo 2017

## Partner
Das Bundesministerium für Familie, Senioren, Frauen und Jugend arbeitet für diese Initiative unter anderem mit folgenden Partnern zusammen:
- ARD (Das Erste)
- ZDF (Zweites Deutsches Fernsehen)
- AOK-Bundesverband

Weitere Kooperationen und Botschafter
- Deutscher Bibliotheksverband[4]
- Initiativbüro „Gutes Aufwachsen mit Medien“[5]
- AOK[6]
- Berufsverband der Kinder- und Jugendärzte e. V. (BVKJ)[7]
- Berufsverband für Kinder- und Jugendpsychiatrie, Psychosomatik und Psychotherapie in Deutschland e. V.
- Arbeitskreis Neue Erziehung
- Föderation Türkischer Elternvereine in Deutschland
- Testimonials des Projektes sind Fatih Çevikkollu, Gundula Gause, Jörg Pilawa, André Gatzke und Tim Mälzer.[8]

Ehemalige Partner
- Hörzu[9]
- Vodafone
- TV Spielfilm

## Rezeption
„Für Eltern ist das Thema Internet oft schwer zu überschauen. Manche kennen sich selbst nicht gut aus und wollen sich erst informieren. Sie müssen sich deshalb unbedingt dafür interessieren, was ihre Kinder online machen.“

## Auszeichnungen
- 2013: Zeichensetzer (Signsaward) in der Kategorie: „Engagement in der Kommunikation“.[11]
- 23. Januar 2015: „Schau hin! Was Dein Kind mit Medien macht“ erhielt den Deutschen PR-Preis in der Kategorie „Meinungsmärkte: Public Affairs und Gesellschaftspolitik“.[12]
- 30. August 2015: Ausgezeichnete Orte im Land der Ideen, ein Preis für zukunftsweisende Projekte aus den Kategorien Wissenschaft, Umwelt, Gesellschaft und Bildung der Initiative Deutschland – Land der Ideen.[13]